# Pierre Petit (poète)
Pour les articles homonymes, voir Pierre Petit et Petit.
Pierre Petit (né à Paris 1617-1687), médecin, poète et latiniste français. Il signait indifféremment ses œuvres « Marinus Statileus » et « Euthyphron ».

## Biographie
Petit étudia la médecine à l’université de Montpellier, obtenant le titre de docteur en médecine, bien qu'il ne pratiquât jamais. De retour à Paris, il vécut quelque temps chez le président Lamoignon en tant que précepteur, puis partagea avec Aymar de Nicolai, premier président de la Chambre des comptes, sa passion pour les belles-lettres. Il mourut l'année même de son mariage, en 1687.

## Œuvres
Selon Robert Watt, ses œuvres les plus significatives sont :
- Élégie sur la mort de Gabriel Naudé. 1653.
- De Motu Animalium Spontaneo (1660), un livre in-8°.
- Epistolæ Apologetica; A. Menjoti de variis Sectis Amplectendis examen: ad Medicos Parisienses, Autore Adriano Scauro, D.M. 1666, in-4°.
- Apologia pro genuitate Fragmenti Satyrici Petroniani. 1666, in-8°.

Sous le pseudonyme de Marinus Statileus:
- De nova Curandorum Morborum Ratione per Transfusionem Sanguinis. 1667, in-4° dans lequel il s'oppose au recours à la transfusion sanguine pour soigner les maladies.

Sous le pseudonyme d’Euthyphron:
- Miscellanearum Observationum (Utrecht, 1683), 4 livres in-8°
- Selectorum Poematum, liber ii. accessit Dissertatio de Furore Poetico (Paris, 1688), 2 livres in-8°.
- De Amazonibus, Dissertatio, Paris, 1685 (réimpr. Leyde, 1712), in-12°L'auteur s'y attache à démontrer, textes et vestiges à l'appui, l'existence des Amazones.
- Traité historique sur les amazones... / Par Pierre Petit... : A Leide : Chès J.A. Langerak..., 1718. - 2 t.; 12⁰
- De Natura et Moribus Anthropophagorum, Dissertatio (Utrecht, 1688), in-8°.

Il écrivit aussi sous son vrai nom un dialogue didactique (dont Euthyphron est l'un des protagonistes!) :
- Gelliani problematis explicatio, sive de continentia Alexandri Magni, et Publii Scipionis Africani. Dialogus. Paris, 1668, in-12°.

En 1726, son Commentaire sur les trois premiers livres d’Arétée parut augmenté d'une Vie de Petit chez Maittaire.